# Edward Green
Edward Green is een Britse schoenenproducent, die werd opgericht in 1890. Edward Green is gevestigd in Northampton.

## Geschiedenis
In 1890 begon Edward Green met het handmatig vervaardigen van herenschoenen in een kleine fabriek in het Engelse Northampton. Tijdens de jaren 1930 vergaarde Edward Green bekendheid als een van de grootste fabrikanten van laarzen voor het Britse leger. In 1977 werd het bedrijf door Greens neef verkocht aan een Amerikaanse ondernemer in leer, Marley Hodgson. De financiële problemen bleven echter aanhouden en uiteindelijk werd het bedrijf niet veel later voor één Britse pond verkocht aan een andere luxeschoenenproducent, John Hlustik, een expert in het handmatig afwerken van schoenen. Na de dood van Hlustik in 2000 werd het bedrijf nagelaten aan zijn partner, Hilary Freeman.

## Productie
Edward Green schoenen worden onder andere op de Blake en Goodyear maakwijze geproduceerd.

## Bekende klanten
Schoenen van Edward Green zijn gedragen door beroemde klanten als de hertog van Windsor, Ernest Hemingway en Cole Porter.

## Verkrijgbaarheid
Edward Green schoenen zijn verkrijgbaar in de eigen winkels in Jermyn Street in Londen en op de Boulevard St Germain in Parijs, evenals in geselecteerde winkels over de hele wereld.